# Hemicrepidius jugicola jugicola
Hemicrepidius jugicola jugicola é uma subespécie de insetos coleópteros polífagos pertencente à família Elateridae.
A autoridade científica da subespécie é Perez Arcas, tendo sido descrita no ano de 1872.
Trata-se de uma subespécie presente no território português.